# Сталешке скупштине Низоземља
Сталешке скупштине Hизоземља (СС) првобитно су биле скупови представника седамнаест провинција, које су бургундске војводе, а касније и хабзбуршки владар, сазивали када би се нашли у финансијским проблемима.
Настанак
Прва Сталешка скупштина је сазвана у Брижу, у тадашњој грофовији Фландрија, 9. јануара 1464. године. Након што је Филип Добри ставио већину холандских провинција под своју власт и централизовао управу у Бриселу, делегати су од 1464. тамо заседали дуго времена. Сталешке скупштине су поред централних управних органа формирале мање-више сталан орган који је представљао провинције.

## Бургундско и Хабзбуршко Низоземље
У 15. и 16. веку Брисел, који се налазио у војводству Брабант, је био главно седиште за заседање. Делегати седамнаест провинција су ове прилике често користили како би тражили нове привилегије; разлог због чега су владари Низоземља избегавали да сазивају Сталешку скупштину, већ су се радије фокусирали на Скупштину сваке провинције понаособ. За време Филипа II Скупштине нису могле да се окупљају без дозволе краља. Због хитног случаја какав је био Шпанска фурија, закон је био прекршен 8. новембра 1576. Скупштине су се самоиницијативно окупиле и закључиле Хентски мир. Тиме су заједнички подржале Устанак.
Са Утрехтском унијом која је била праћена Прогласом о независности, Сталешке скупштине су 1581. године збациле краља с власти. Када је 1578. Бриселу опет претила опасност да доспе у руке краља, Сталешка скупштина се преместила у Антверпену. Испоставило се да ни овај град није безбедан, и Сталешка скупштина је прешла 1583. године у Миделбург. Од 1585. Хаг је постао место заседања.